# Ućkon
Łódzki Zlot Miłośników Kultury Wschodnioazjatyckiej „Ućkon” – konwent fanów mangi i anime organizowany od 2014 roku w Łodzi przez Łódzką Grupę Entuzjastów Kultur Wschodnioazjatyckich „Tanzaku” we współpracy z Fundacją „Surei no Mon” i innymi grupami.

## Historia
Do czerwca 2018 roku miało miejsce pięć konwentów pod nazwą „Ućkon”:

### Ućkon 1: Movie Edition

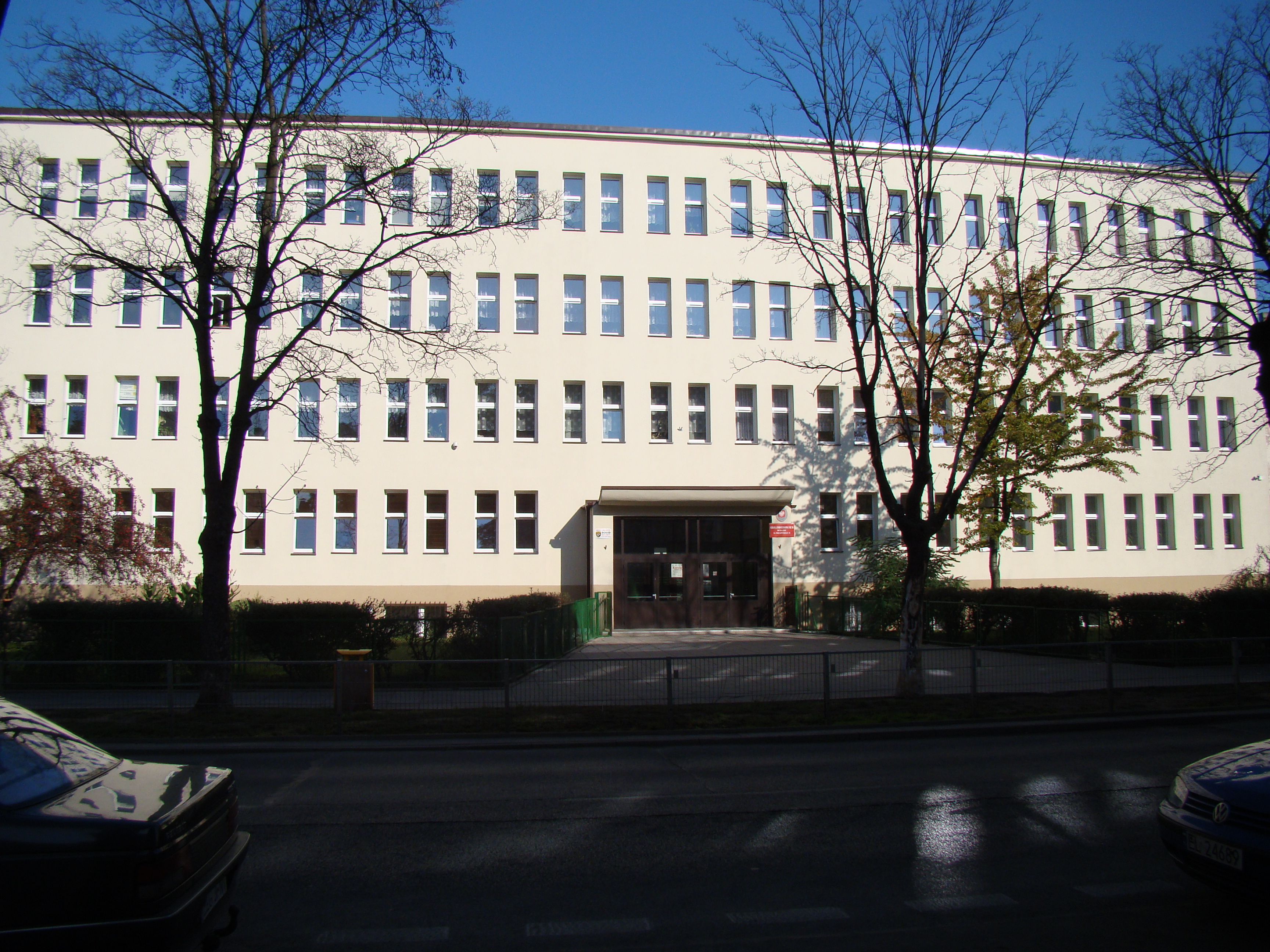
Szkoła Podstawowa Nr 36

Pierwotnie konwent nazwany został po prostu „Ućkon”', później stosowano nazwę „Ućkon 1: Movie Editon”. Odbył się 7 czerwca 2014 roku w Szkole Podstawowej Nr 36 przy ul. Stanisława Więckowskiego 35. Trwał jeden dzień, od godziny 10. do 20. Organizatorami była Łódzka Grupa Entuzjastów Kultury Wschodnioazjatyckiej „Tanzaku” we współpracy ze stowarzyszeniem Polska Liga Mahjonga. Był to pierwszy konwent zorganizowany przez grupę Tanzaku, a także pierwszy konwent fanów mangi i anime zorganizowany w Łodzi od 2008 roku. Impreza utrzymana była w konwencji japońskich animowanych filmów pełnometrażowych. Wśród atrakcji znalazły się m.in. pokazy walk Uczniowskiego Klubu Sportowego Kendo Łódź, pokazy artystyczne Mariusza Gosławskiego, panel o Studiu Ghibli, konkurs filmowy, panel o japońskich superbohaterach, dyskusja na temat filmu Interstella 5555, konkurs strojów cosplay, ArtHall, w którym odbywały się warsztaty, Games Room z turniejami miłośników gier.

### Ućkon 2: Folklore Edition

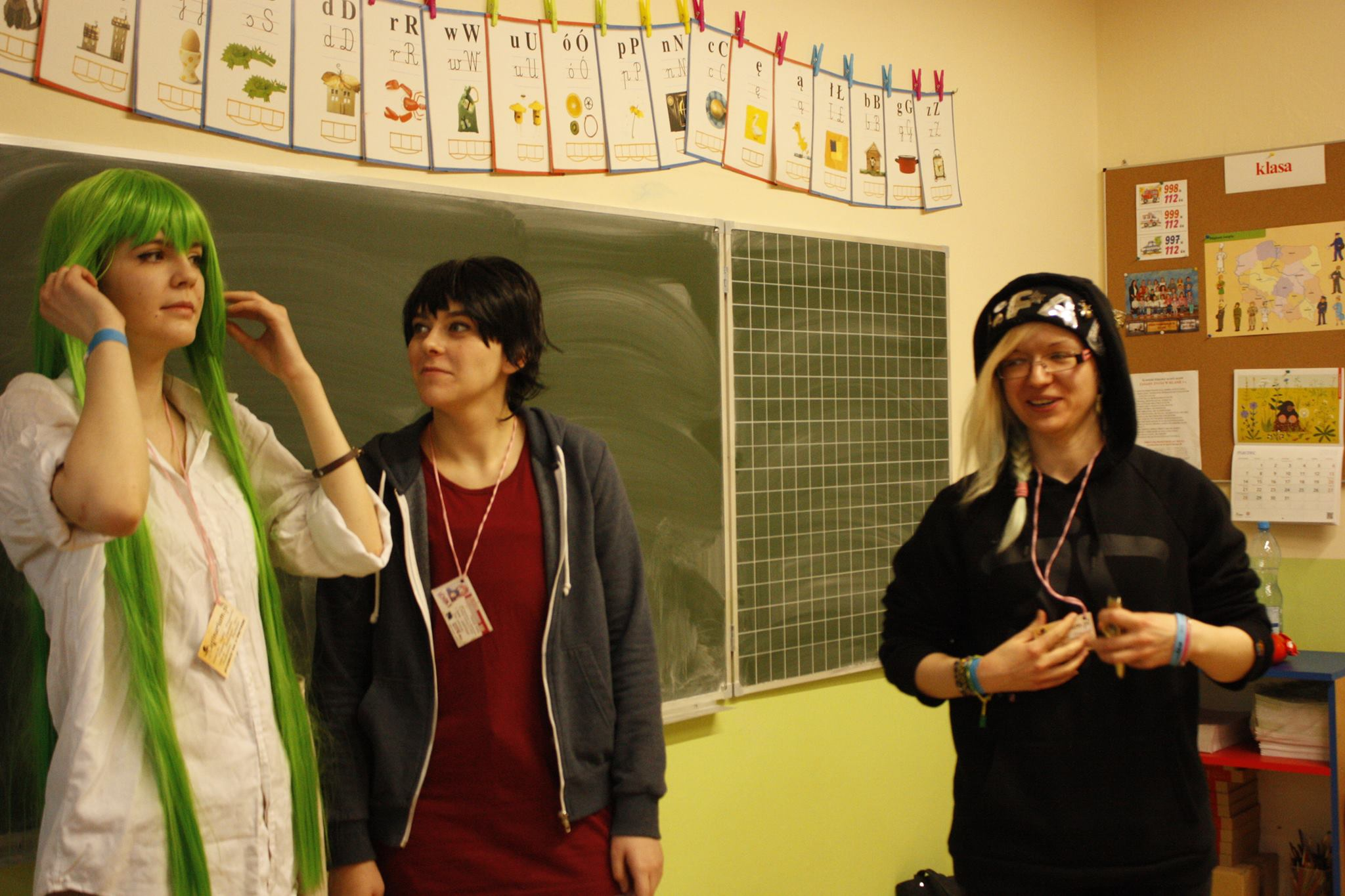
Uczestnicy konwentu

Konwent został zorganizowany w dniach 19–21 czerwca 2015 roku w Zespole Szkół Ogólnokształcących nr 1 w Łodzi przy ul. Piotra Czajkowskiego 14. Organizatorem była grupa „Tanzaku” przy współpracy Fundacji „Surei no Mon” oraz Klubu Yakumo-Goto. W związku z przewidywaną wyższą niż przed rokiem liczbą uczestników, organizatorzy przenieśli imprezę do większej szkoły, wyposażonej w szerokie korytarze i aulę oraz położonej wśród zieleni. Wydłużono także imprezę do trzech dni, od godziny 22. w piątek do godziny 14. w niedzielę. Impreza utrzymana była w konwencji folkloru wschodnioazjatyckiego. Poza organizatorami swój wkład w merytoryczną część konwentu wniosły m.in.: Stowarzyszenie Animatsuri, Stowarzyszenie Thorn, Wydawnictwo Kirin, Polskie Centrum Origami, Osu Polish Team, Kinomichigo, Cirno.pl, Hangaku Łódź. Wśród gości pojawili się m.in.: Ewa Tomporek-Fukuoka, artystka znana wśród polskich entuzjastów kultury japońskiej oraz Danuta Miklaszewska, która opowiedziała o swoich podróżach do Chin. Obecni byli także miłośnicy fantastyki – organizatorzy festiwalu Kapitularz. W nocy z 19 na 20 czerwca zorganizowano Wielką Dyskotekę Ućkonową. Przez cały czas trwania konwentu otwarte były sale specjalistyczne: Osu!Room oraz Touhou Room. Drugiego dnia miał miejsce konkurs cosplay, który przyciągnął największą liczbę widzów. Na imprezie obecni byli liczni wystawcy sprzedający na swoich stoiskach asortyment o tematyce związanej z konwentem. Ofertę gastronomiczną zapewniały dziewczęta z Moe Heaven, Bubble Tea oraz stoisko z zapiekankami. W konwencie wzięło udział około 300 uczestników.

### Ućkon 3: Post Apo
Konwent został zorganizowany w dniach 12–13 marca 2016 roku w Szkole Podstawowej nr 36. Trwał dwa dni, od godziny 9. w sobotę do godziny 15. w niedzielę. Organizatorami były: grupa „Tanzaku” oraz Fundacja „Surei no Mon”. Impreza utrzymana była w konwencji fantastyki postapokaliptycznej. W piwnicy znajdował się punkt odbioru biletów, szatnia oraz część poświęcona konsolom. Na 1. i 2. piętrze rozmieszczone były stoiska, na których swoje gadżety i inne produkty związane z mangą i anime prezentowały m.in. Maginarium, Bluebox, Waneko i Universal Shop. Obecni byli młodzi artyści z grupy „Pararo & Sweter”. Na konwencie znajdowało się 5 sal panelowych, sala z grami planszowymi, sala konsolowa oraz sala poświęcona grom DDR i Ultrastar. W przestrzeni głównej, tzw. mainie, odbył się pokaz treningowy karate z lekcją samoobrony, prowadzony przez Artura Krzyżanowskiego – Shihan 7 Dan Karate Shotokan i występ grupy Tomo Nyan. Po nich nastąpił konkurs cosplay, który trwał pół godziny i w którym wzięło udział siedem grup. W trakcie konwentu odbywała się gra „Wojny o Śmieci” utrzymana w stylistyce postapokaliptycznej. W jej ramach utworzone zostały dwa zespoły – „Archeologiczna ekspedycja Federacji” oraz „Drużyna Z” – do których mogli dołączać się uczestnicy imprezy i walczyć o zwycięstwo poprzez wykonywanie zadań i zdobywanie punktów. 
Wyżywienie podczas konwentu było zapewnione przez bufet na parterze, oferujący m.in. gorące napoje u „Coffee Time by Rubicon”, zapiekanki i Bubble Tea. Grupa „Hidamari Sushi” z Krakowa oferowała kuchnię japońską i prowadziła loterię z kulinarnymi nagrodami. Na konwencie istniała możliwość noclegu w specjalnie wyznaczonych salach, tzw. sleep roomach, jednak znaczna część uczestników opuściła imprezę na noc. Do dyspozycji były także sześć natrysków i szatnia. W konwencie wzięło udział około 660 uczestników.

### Ućkon 4: Shokugeki Edition
Konwent został zorganizowany w dniach 18-19 marca 2017 roku w Gimnazjum nr 43. Impreza utrzymana była w klimacie kulinarnym, nazwa nawiązywała do serii mangowej "Shokugeki no Souma".  

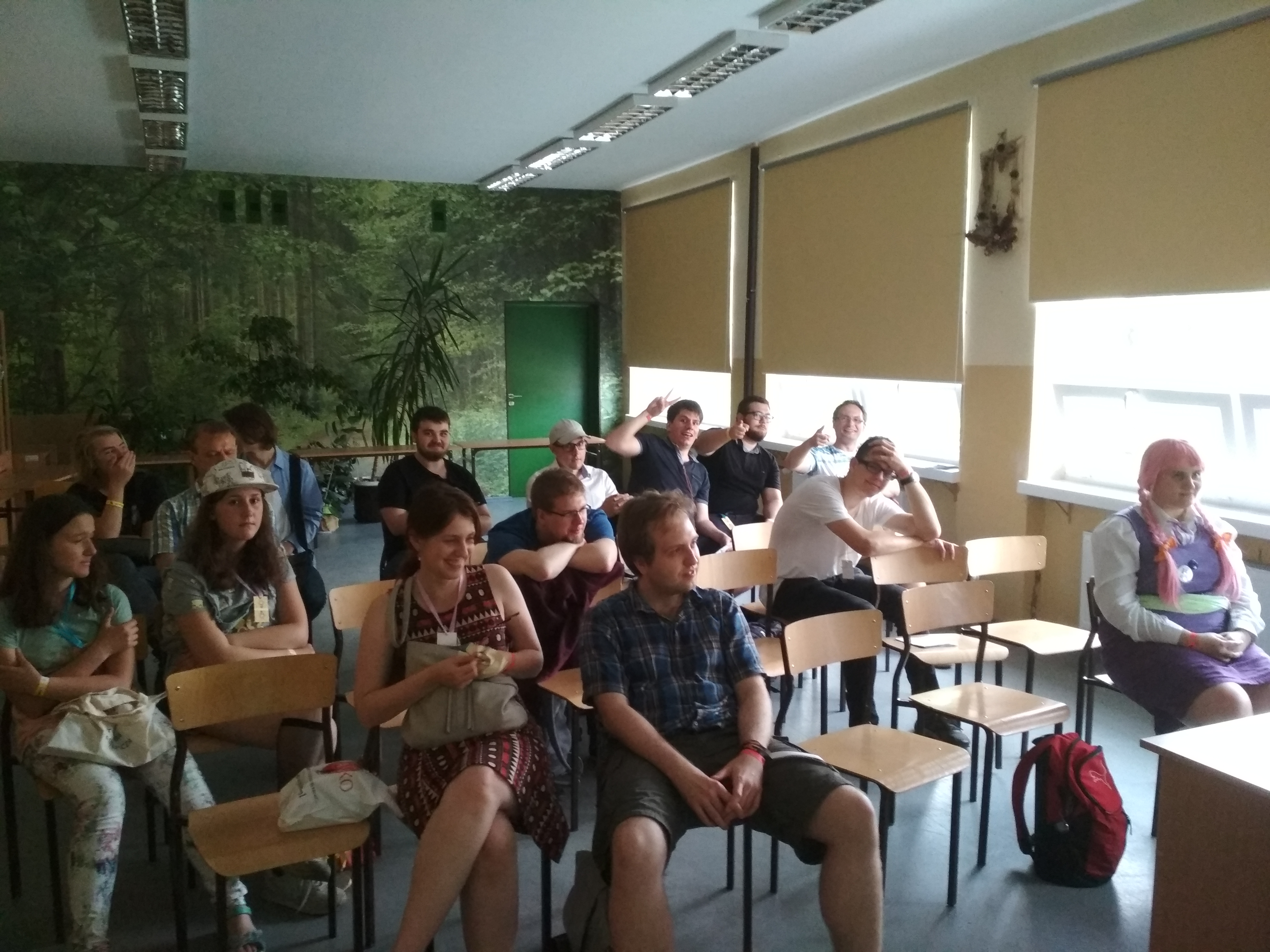
Uczestnicy Ućkonu 5/6

### Ućkon 5/6: Back to the Ućkon
Konwent został zorganizowany w dniach 9-10 czerwca 2018 roku. Jego konwencją były podróże w czasie, tytuł nawiązywał do "Powrotu do przyszłości". Był to ostatni Ućkon.

## Charakterystyka
„Ućkon” był zamkniętą imprezą kulturalną, w której udział wziąć można wyłącznie za zgodą organizatora. Uczestnictwo było płatne, a wpłacane akredytacje przeznaczane były na pokrycie kosztów organizacji konwentu. Na terenie imprez obowiązywał zakaz spożywania alkoholu i palenia tytoniu. Zabronione było także wnoszenie przedmiotów stanowiących zagrożenie zdrowia lub życia. Wyjątki stanowiły m.in. posiadanie białej broni przez: uczestników konkursu cosplay, instruktorów atrakcji związanych z bezpiecznymi mieczami oraz uczestników konwentu biorących udział w tych atrakcjach, pokazach, a także uczestników live action role-playing, których obowiązywały odrębne zasady.
Aby uczestniczyć w konwencie, osoby niepełnoletnie musiały posiadać podpisaną przez rodziców lub prawnych opiekunów tak zwaną Kartę Konwentowicza. Osoby poniżej 12. roku życia mogły przebywać na konwencie tylko z pełnoletnim opiekunem, który brał za nie odpowiedzialność. Na konwentach, które trwały więcej niż jeden dzień, istniała możliwość noclegu, jednak w godzinach od 23. do 6. budynek, w którym odbywała się impreza, pozostawał zamknięty. Można było wówczas do niego wejść lub go opuścić tylko za zgodą ochrony lub organizatorów.

## Oceny
Zdaniem organizującej Ućkon grupy Tanzaku, pierwszy Ućkon oceniany był przez uczestników zdecydowanie pozytywnie. Krytyce poddano jedynie fakt, że był on zbyt krótki. Zdaniem uczestników i zaproszonych jako jury doświadczonych polskich cosplayerek, podczas drugiego konwentu szczególnie udaną i wysoko ocenianą atrakcją był konkurs cosplay. Sami organizatorzy zwrócili jednak uwagę na fakt, że ze względu na duże rozmiary szkoły, na drugim Ućkonie nie odczuwało się obecności tłumów.
Zdaniem recenzenta z portalu „Konwenty Południowe”, Ućkon jest raczej wydarzeniem regionalnym i nie należy do największych w Polsce. Według niego, trzecia edycja konwentu była zorganizowana lepiej od drugiej. Recenzent pochwalił wysoki poziom prowadzenia Ućkonu 3, w tym gry „Wojny o Śmieci”, zaangażowanie organizatorów, dobry stan sanitariatów i ogólną czystość podczas imprezy. Jednocześnie zwrócił uwagę na małą jego zdaniem liczbę sal panelowych, mało rozbudowane i nie dość różnorodne atrakcje, ograniczoną różnorodność gier planszowych i drobne problemy techniczne podczas niektórych atrakcji. Ponadto, jego zdaniem wolontariusze pomagający przy organizacji imprezy, tzw. helperzy, nie zawsze potrafili obsługiwać konwentowy sprzęt. „Konwenty Południowe” dały Ućkonowi 3 ocenę ogólną 5/10.